# 廣州戰役 (1949年)

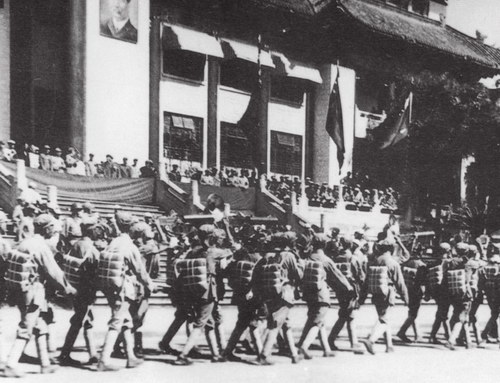
1949年10月14日，中国人民解放军进驻广州

廣州戰役（中華人民共和國方面称广州解放）是第二次国共内战中广东战役的一部分，最終中国人民解放军于10月14日进入广州。

## 时间表
10月初，中国人民解放军第四、十五兵团及两广纵队、粤赣湘边纵队等发动广东战役。
10月6日，中共中央华南分局决定成立广州市接管工作委员会。
10月13日，解放军东、中路军已分别占领清远、花县（今花都）、从化、增城，西路军逼近博罗，从东、北两面构成包围。
10月14日，余漢謀、薛岳等从黄埔乘船撤退。下午5时50分海珠桥被炸毁，随后中共地下党员程长清策动警察局、保安警察部队及市政府自卫队共2,000多人变节。6时30分，解放军从大北路（今解放北路）进入市区。晚上9时，占领总统府、行政院以及省、市政府等机关。参加广州战役的张实杰回忆，“广州解放（解放军进入广州城）基本上算是比较和平的。”所在部队接管广东省政府时，“那时候稀里糊涂的也不知道是省政府。也没有费过一枪一弹。里面还有工作人员在维持秩序、看着房子，军队就没有了。那里面的资料、文件什么都没有毁坏，都保存下来了。”
10月24日，中国共产党广州市委员会成立，叶剑英任书记。10月28日，广州市人民政府成立，叶剑英为市长。